# 11 lutego
11 lutego jest 42. dniem w kalendarzu gregoriańskim. Do końca roku pozostało 323 (w latach przestępnych 324) dni.

## Święta
- Imieniny obchodzą: Adolf, Adolfa, Benedykt, Bernadeta, Bertrada, Cedmon, Dezyderia, Dezyderiusz, Dezydery, Grzegorz, Heloiza, Jonasz, Lucjusz, Łazarz, Łucjusz, Maria, Olgierd, Paschalis, Sekundyn, Seweryn, Świętomira, Teodora i Wiktoria.
- Iran – Święto Rewolucji
- Japonia – Dzień Założenia Cesarstwa
- Kamerun – Dzień Młodzieży
- Liberia – Święto Sił Zbrojnych
- międzynarodowe – Międzynarodowy Dzień Kobiet i Dziewcząt w Nauce (ustanowiony w 2015 przez ONZ)[1]
- Polska – Dzień Dokarmiania Zwierzyny Leśnej[2]
- Unia Europejska – Europejski Dzień Numeru 112[3]
- USA – Dzień Wynalazców ustanowiony przez prezydenta Ronalda Reagana w 1983, w dniu urodzin Thomasa Edisona[4] (Europejski Dzień Wynalazcy obchodzony jest 9 listopada)
- Watykan – Rocznica Traktatów Laterańskich
- Wspomnienia i święta w Kościele katolickim[5][6] obchodzą:
  - Światowy Dzień Chorego
  - Najświętsza Maryja Panna z Lourdes
  - św. Cedmon (poeta)
  - św. Grzegorz II (papież)
  - św. Paschalis I (papież)
  - św. Piotr Maldonado Lucero (męczennik)
  - św. Teodora (żona bizantyńskiego cesarza Teofila)

## Wydarzenia w Polsce
- 1359 – Kamień Krajeński uzyskał prawa miejskie.
- 1454 – Wojna trzynastoletnia: mieszczanie gdańscy opanowali zamek krzyżacki, który komtur Konrad Pfersfelder poddał bez walki, nie mając nadziei na odsiecz.
- 1466 – Wojna trzynastoletnia: po przejściu na stronę polską biskup warmiński Paweł Legendorf wypowiedział wojnę zakonowi krzyżackiemu.
- 1695 – Wojna polsko-turecka: rozpoczęła się bitwa pod Lwowem.
- 1703 – III wojna północna: wojska szwedzkie pod dowództwem gen. Magnusa Stenbocka rozpoczęły tygodniowe, nieudane oblężenie twierdzy Zamość.
- 1804 – Obrączkowe zaćmienie Słońca.
- 1809 – Dekretem księcia warszawskiego Fryderyka Augusta I została powołana Szkoła Aplikacyjna Artylerii i Inżynierów w Warszawie.
- 1815 – Utworzono Wielkie Księstwo Poznańskie.
- 1863 – Powstanie styczniowe: zwycięstwo oddziału gen. Mariana Langiewicza nad Rosjanami w bitwie pod Słupią.
- 1895 – Założono Cmentarz na Zaspie w Gdańsku.
- 1920 – Rozpoczęła działalność Komisja Międzysojusznicza, powołana na mocy 88 art. traktatu wersalskiego i umowy francusko-niemieckiej z 9 stycznia 1920 roku w celu przeprowadzenia plebiscytu na Górnym Śląsku.
- 1939 – W Zakopanem rozpoczęły się XII Mistrzostwa Świata w Narciarstwie Klasycznym.
- 1942 – Maciej Aleksy Dawidowski ps. „Alek” zerwał i ukrył płytę z niemieckim napisem z pomnika Mikołaja Kopernika w Warszawie.
- 1944 – W odwecie za zamach na Franza Kutscherę Niemcy przeprowadzili publiczną egzekucję więźniów Pawiaka, wieszając 27 osób na balkonach spalonego domu przy ulicy Leszno (naprzeciwko gmachu Sądów).
- 1966 – Premiera filmu Jutro Meksyk w reżyserii Aleksandra Ścibora-Rylskiego.
- 1980 – Rozpoczął się VIII Zjazd PZPR.
- 1981 – Gen. Wojciech Jaruzelski został premierem PRL.
- 1985 – 5 górników zginęło w wyniku wybuchu metanu i pyłu węglowego w KWK „Niwka-Modrzejów” w Sosnowcu.
- 2000 – Uruchomiono portal internetowy Interia.pl.
- 2003 – Na spotkaniu w Instytucie Historii PAN ukonstytuował się Stały Komitet Mediewistów Polskich.
- 2005 – Zainaugurowała działalność Wyższa Szkoła Bezpieczeństwa w Poznaniu.
- 2006 – W Toruniu odsłonięto Pomnik Kargula i Pawlaka.
- 2009 – Weszła w życie ustawa zawieszająca obowiązkową służbę wojskową.

## Wydarzenia na świecie

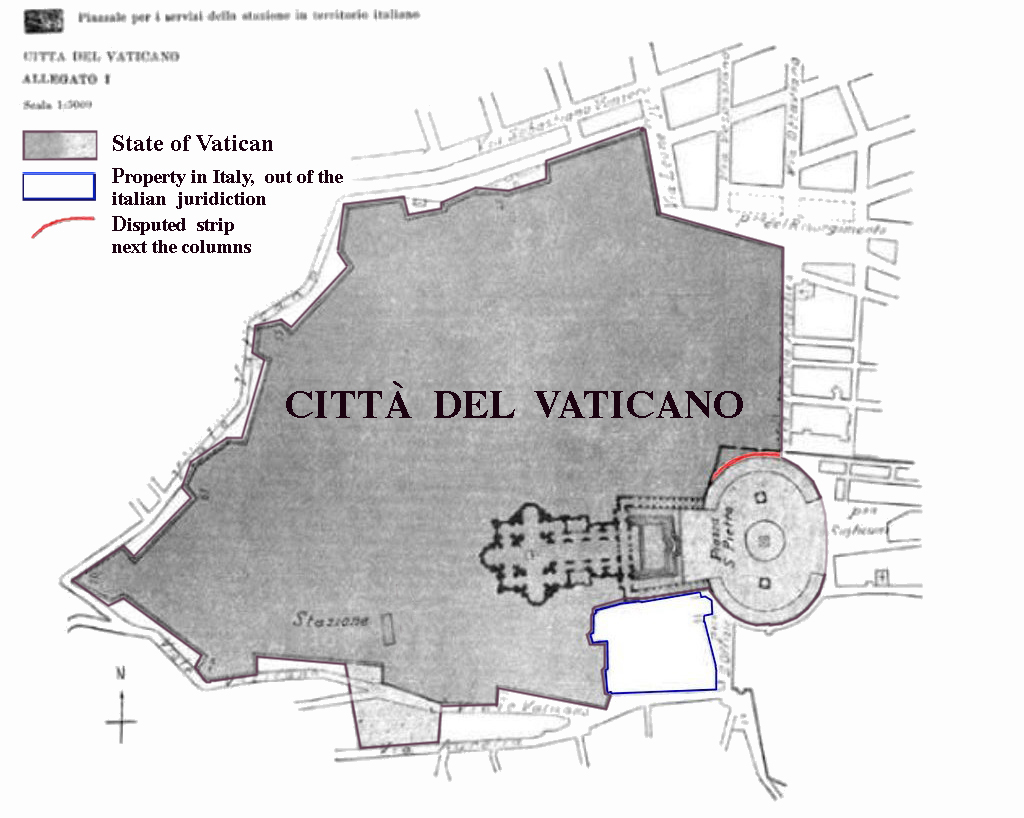
Mapa terytorium Watykanu – aneks do Traktatów laterańskich (1929)

- 660 p.n.e. – Legendarny Jimmu Tennō wstąpił na tron Japonii. To wydarzenie uważa się za początek państwa japońskiego.
- 55 – Na polecenie cesarza Nerona został otruty Brytanik, syn poprzedniego cesarza Klaudiusza.
- 435 – W Hipponie zawarto traktat pokojowy między Cesarstwem rzymskim a Wandalami.
- 1115 – Wojska króla niemieckiego Henryka V Salickiego zostały pokonane przez Sasów w bitwie pod Welfesholz.
- 1211 – Car Bułgarii Borił zwołał do Tyrnowa wielki synod przeciwko sekcie bogomiłów.
- 1234 – Utworzono biskupstwo kurlandzkie.
- 1482 – Hiszpański dominikanin Tomás de Torquemada otrzymał nominację na inkwizytora.
- 1500 – Przeważające oddziały króla Danii Jana II Oldenburga oraz jego brata księcia Fryderyka Holsztyńskiego zaatakowały chłopską republikę Dithmarschen.
- 1531 – Generalne zgromadzenie kleru obwołało króla Henryka VIII Tudora głową Kościoła anglikańskiego.
- 1573 – Wojny religijne hugenockie we Francji: wojska katolickie rozpoczęły oblężenie La Rochelle.
- 1586:
  - Krystian I Wettyn został księciem-elektorem Saksonii.
  - Wojna angielsko-hiszpańska: zwycięstwo Anglików w bitwie o Cartagena de Indias na terenie dzisiejszej Kolumbii (9-11 lutego).
- 1659 – Wojna duńsko-szwedzka: oblegająca Kopenhagę armia szwedzka ruszyła do szturmu, jednak została odparta z pomocą holenderskich marynarzy.
- 1727 – II wojna angielsko-hiszpańska: wojska hiszpańskie rozpoczęły oblężenie twierdzy Gibraltar.
- 1752 – W Filadelfii otwarto pierwszy amerykański szpital (Pennsylvania Hospital).
- 1763 – W Stuttgarcie odbyła się premiera baletu Medea i Jazon.
- 1782 – Bodawpaya został królem Birmy.
- 1785 – W Wiedniu odbyła się premiera XX Koncertu fortepianowego Wolfganga Amadeusa Mozarta.
- 1790 – Religijne Towarzystwo Przyjaciół wniosło do Kongresu Stanów Zjednoczonych petycję w sprawie zniesienia niewolnictwa.
- 1803 – Z ziem zsekularyzowanego arcybiskupstwa Salzburga utworzono Elektorat Salzburga, stanowiący rekompensatę dla arcyksięcia Ferdynanda Habsburga za ziemie Wielkiego Księstwa Toskanii, które w 1801 roku dostało się w ręce Burbonów.
- 1806 – W Wielkiej Brytanii utworzono tzw. Gabinet Wszystkich Talentów pod przewodnictwem Williama Grenville’a.
- 1809 – Amerykanin Robert Fulton opatentował statek parowy.
- 1814 – VI koalicja antyfrancuska: zwycięstwo wojsk francuskich nad prusko-rosyjskimi w bitwie pod Montmirail.
- 1823 –  Ok. 110 chłopców zginęło w wyniku wybuchu paniki na schodach klasztoru franciszkanów w Valletcie na Malcie, gdzie w ostatni dzień obchodów karnawałowych rozdawano chleb.
- 1829 – W Teheranie wzburzony tłum napadł na misję rosyjską i wymordował cały jej personel wraz z szefem Aleksandrem Gribojedowem.
- 1840 – W Paryżu odbyła się premiera opery komicznej Córka pułku Gaetana Donizettiego.
- 1843 – W mediolańskiej La Scali odbyła się premiera opery Lombardczycy na pierwszej krucjacie Giuseppe Verdiego.
- 1855 – Teodor II został koronowany na cesarza Etiopii.
- 1858 – We francuskim Lourdes miało miejsce pierwsze objawienie Matki Bożej Bernadecie Soubirous.
- 1873 – Abdykował król Hiszpanii Amadeusz I Sabaudzki. Powstała Pierwsza Republika Hiszpańska.
- 1889 – W Japonii uchwalono konstytucję wprowadzającą system imperialny.
- 1893 – Francuski astronom Auguste Charlois odkrył planetoidę (357) Ninina.
- 1895 – W Braemar zmierzono najniższą temperaturę w historii Wielkiej Brytanii (–27,2 °C).
- 1899 – Zwodowano francuski niszczyciel „Durandal“.
- 1900:
  - II wojna burska: wojska brytyjskie rozpoczęły inwazję na Wolne Państwo Orania.
  - W Charkowie została założona podziemna Rewolucyjna Partia Ukrainy (RUP).
  - Włodzimierz Lenin został zwolniony po 3 latach z zesłania w Szuszenskoje na Syberii.
- 1906 – Papież Pius X ogłosił encyklikę Vehementer Nos.
- 1915 – I wojna światowa: pierwsi żołnierze kanadyjscy dotarli do Francji.
- 1916 – W Nowym Jorku anarchistka i feministka Emma Goldman została aresztowana za wykład o kontroli urodzeń.
- 1919 – Friedrich Ebert został wybrany na urząd prezydenta Niemiec.
- 1921 – Armia Czerwona zaatakowała Gruzję.
- 1928 – W szwajcarskim Sankt Moritz rozpoczęły się II Zimowe Igrzyska Olimpijskie.
- 1929:
  - Franciszek I został księciem Liechtensteinu.
  - Stolica Apostolska i Włochy podpisały Traktaty laterańskie na mocy których m.in. powstało państwo-miasto Watykan.
  - W miejscowościach Litvínovice i Vígľaš zmierzono najniższe temperatury w historii Czech (–42,2 °C) i Słowacji (–41,0 °C).
- 1935 – W miejscowości Ifran w Maroku zmierzono najniższą w historii temperaturę na kontynencie afrykańskim (–23,9 °C).
- 1937:
  - Po uznaniu związku zawodowego United Auto Workers (UAW) przez zarząd koncernu zakończył się strajk okupacyjny w zakładach General Motors.
  - W Japonii ustanowiono Order Kultury.
- 1938 – Sejm Republiki Litewskiej uchwalił nową konstytucję, która cementowała autorytarny system w państwie.
- 1940:
  - Wojna zimowa: rozpoczęły się radziecko-fińskie walki na linii Mannerheima.
  - Została podpisana radziecko-niemiecka umowa handlowa.
- 1942:
  - Bitwa o Atlantyk: niemieckie pancerniki rozpoczęły przedzieranie się z Francji do Norwegii przez kanał La Manche (operacja „Cerberus”).
  - Wojna na Pacyfiku: amerykański okręt podwodny USS „Shark” wraz z 59-osobową załogą został prawdopodobnie zatopiony u wybrzeży wyspy Celebes przez japoński niszczyciel „Yamakaze”.
- 1943 – Państwowy Komitet Obrony ZSRR podjął decyzję o rozpoczęciu prac badawczo-rozwojowych nad energią nuklearną i utworzeniu w tym celu Laboratorium Nr 2, którego szefem został mianowany Igor Kurczatow, a na poziomie Politbiura odpowiedzialnym za program został Wiaczesław Mołotow.
- 1944 – Bitwa o Atlantyk:
  - Na południowy zachód od Irlandii brytyjskie slupy HMS „Wild Goose” i HMS „Woodpecker” zatopiły przyużyciu bomb głębinowych niemiecki okręt podwodny U-424 wraz z całą, 50-osobową załogą.
  - Na południowy zachód od Wysp Owczych kanadyjski bombowiec Vickers Wellington zatopił niemiecki okręt podwodny U-283 wraz z całą, 49-osobową załogą.
- 1945:
  - Bitwa o Atlantyk: w pobliżu Nowego Jorku został zatopiony przez niszczyciele USS „Howard D. Crow” i USS „Koiner” przy użyciu bomb głębinowych niemiecki okręt podwodny U-869 wraz z całą, 56-osobową załogą.
  - Zakończyła się konferencja jałtańska.
- 1953 – ZSRR zerwał stosunki dyplomatyczne z Izraelem w reakcji na zamach bombowy na swoją ambasadę w Tel Awiwie.
- 1954 – Otwarto Mawson Station, pierwszą australijską stację badawczą na Antarktydzie.
- 1956 – Dokonano oblotu radzieckiego samolotu transportowego An-8.
- 1957 – Szaleniec William Unek zastrzelił 36 osób w miejscowości Malampaka w Tanganice.
- 1959 – W Zurychu strony konfliktu cypryjskiego zawarły porozumienie pokojowe.
- 1963 – Zespół The Beatles nagrał w londyńskim studiu Abbey Road swój debiutancki album Please Please Me.
- 1964:
  - W Waszyngtonie odbył się pierwszy amerykański koncert grupy The Beatles.
  - Założono Muzeum Sztuki Współczesnej w Skopju.
- 1967 – W niemieckim Oberstdorfie Norweg Lars Grini, jako pierwszy skoczek narciarski, osiągnął odległość 150 m.
- 1968 – W Nowym Jorku otwarto halę widowiskowo-sportową Madison Square Garden.
- 1971 – Podpisano Układ o zakazie umieszczania broni jądrowej i innych rodzajów broni masowej zagłady na dnie mórz i oceanów.
- 1972:
  - Emirat Ras al-Chajma został przyłączony do Zjednoczonych Emiratów Arabskich.
  - Na XI Zimowych Igrzyskach Olimpijskich w japońskim Sapporo skoczek narciarski Wojciech Fortuna zdobył dla Polski pierwszy złoty medal olimpijski w sportach zimowych.
  - W Uniondale w stanie Nowy Jork oddano do użytku halę widowiskowo-sportową Nassau Veterans Memorial Coliseum.
- 1975:
  - Margaret Thatcher została wybrana, jako pierwsza kobieta, na przewodniczącą Partii Konserwatywnej.
  - W Antananarywie został zamordowany prezydent Madagaskaru płk Richard Ratsimandrava.
- 1977 – Premiera włosko-amerykańskiego filmu biograficznego Casanova w reżyserii Federico Felliniego.
- 1978:
  - 46 osób zginęło w katastrofie kanadyjskiego Boeinga 737 w kanadyjskiej prowincji Kolumbia Brytyjska.
  - W Chinach zniesiono zakaz czytania dzieł Arystotelesa, Szekspira i Dickensa.
- 1979 – Ajatollah Chomeini przejął władzę w Iranie.
- 1980 – Premiera radzieckiego filmu Moskwa nie wierzy łzom w reżyserii Władimira Mieńszowa.
- 1981 – 8 robotników zostało napromieniowanych po wycieku wody z układu chłodzenia w elektrowni atomowej Sequoyah 1 w amerykańskim stanie Tennessee.
- 1986 – Na Moście Glienicke w Berlinie dokonano wymiany radzieckiego obrońcy praw człowieka i więźnia politycznego Natana Szaranskiego oraz 3 zachodnich agentów za 5 agentów bloku wschodniego.
- 1987 – Weszła w życie nowa konstytucja Filipin.
- 1989 – Barbara Harris została pierwszą kobietą wyświęconą na biskupa w Kościele Episkopalnym w Stanach Zjednoczonych i zarazem pierwszą we wspólnocie anglikańskiej.
- 1990 – Nelson Mandela wyszedł po 27 latach na wolność.
- 1991 – W Hadze utworzono Organizację Narodów i Ludów Niereprezentowanych.
- 1992 – Albert Reynolds został premierem Irlandii.
- 1996 – W wyniku wybuchu samochodu-pułapki przed centrum prasowym w Algierze zginęło 17 osób, ponad 90 zostało rannych.
- 1999 – Została utworzona Konferencja Episkopatu Białorusi.
- 2002 – Papież Jan Paweł II ustanowił, wbrew protestom Kościoła prawosławnego, 4 katolickie diecezje w Rosji.
- 2005 – Sąd apelacyjny uchylił wyrok sądu pierwszej instancji wobec pastora zielonoświątkowego Åke Greena, uznanego za winnego „nawoływania do nienawiści przeciwko grupie społecznej w oparciu o jej orientację seksualną” w czasie kazania wygłoszonego 20 lipca 2003 roku w mieście Borgholm na Olandii.
- 2006 – Wiceprezydent USA Dick Cheney postrzelił na polowaniu teksańskiego biznesmena Harry’ego Whittingtona.
- 2007:
  - Gurbanguly Berdimuhamedow wygrał w I turze wybory prezydenckie w Turkmenistanie.
  - W Portugalii odbyło się uznane za nieważne z powodu niskiej frekwencji referendum w sprawie liberalizacji prawa aborcyjnego.
- 2008:
  - Prezydent Timoru Wschodniego José Ramos-Horta został ciężko ranny podczas ataku rebeliantów na jego dom.
  - W Seulu spłonęła zabytkowa drewniana brama Sungnyemun.
- 2009:
  - Dwaj ukraińscy seryjni mordercy (tzw. „maniacy z Dniepropetrowska“) zostali skazani na dożywotnie pozbawienie wolności.
  - Morgan Tsvangirai został premierem Zimbabwe.
- 2011:
  - Na mamuciej skoczni w Vikersund Norweg Johan Remen Evensen ustanowił rekord świata w długości skoku (246,5 m).
  - Rewolucja w Egipcie: w wyniku trwających od 18 dni protestów społecznych prezydent Husni Mubarak po 30 latach rządów ustąpił ze stanowiska.
- 2013 – Papież Benedykt XVI zapowiedział swą rezygnację z urzędu w dniu 28 lutego o godz. 20:00.
- 2014 – Wojna domowa w Syrii: 32 żołnierzy zginęło w samobójczym zamachu bombowym na wojskowy punkt kontrolny w dzielnicy Dżaubar w Damaszku.
- 2016:
  - 49 osób zginęło, a 12 zostało rannych podczas zamieszek i pożaru, które wybuchły w więzieniu Topo Chico w meksykańskim Monterrey (10-11 lutego).
  - Charlot Salwai został premierem Vanuatu.
  - Māris Kučinskis został premierem Łotwy.
  - Międzynarodowy zespół naukowców poinformował, że 14 września 2015 roku pierwszy raz w historii udało się zarejestrować fale grawitacyjne. Obserwacja została dokonana przez oba detektory LIGO znajdujące się w stanach Luizjana i Waszyngton jednocześnie[7][8].
- 2018 – W katastrofie należącego do Saratov Airlines samolotu An-148 lecącego z Moskwy do Orska zginęło 71 osób (65 pasażerów i 6 członków załogi).
- 2024 – W drugiej turze wyborów prezydenckich w Finlandii były premier Alexander Stubb pokonał Pekkę Haavisto.

## Eksploracja kosmosu
- 1970 – Japonia umieściła na orbicie okołoziemskiej swego pierwszego sztucznego satelitę Ohsumi.
- 1997 – Rozpoczęła się misja STS-82 wahadłowca Discovery.
- 2000 – Rozpoczęła się misja STS-99 wahadłowca Endeavour.

## Urodzili się
- 1261 – Otto III, książę Bawarii, król Węgier (zm. 1312)
- 1380 – Gianfrancesco Poggio Bracciolini, włoski humanista, historyk (zm. 1459)
- 1465 – (lub 1466) Elżbieta York, królowa Anglii (zm. 1503)
- 1507 – Filip II, rosyjski duchowny prawosławny, metropolita Moskwy i Wszechrusi (zm. 1569)
- 1535 – Grzegorz XIV, papież (zm. 1591)
- 1567 – Honoré d’Urfé, francuski pisarz (zm. 1625)
- 1599 – Henryk Firlej, polski duchowny katolicki, biskup poznański i biskup przemyski, referendarz wielki koronny, sekretarz królewski (zm. 1635)
- 1600 – Girolamo Fantini, włoski trębacz, kompozytor (zm. 1675)
- 1624 – Lambert Doomer, holenderski malarz, rysownik, kolekcjoner (zm. 1700)
- 1637:
  - Friedrich Nicolaus Bruhns, niemiecki kompozytor (zm. 1718)
  - (data chrztu) Jacob van Oost (młodszy), flamandzki malarz (zm. 1713)
- 1657 – Bernard Fontenelle, francuski filozof, religioznawca, prozaik, poeta (zm. 1757)
- 1695 – Françoise de Graffigny, francuska pisarka (zm. 1758)
- 1701 – Carlo Lodi, włoski malarz (zm. 1765)
- 1714 – Karl Wilhelm Finck von Finckenstein, pruski polityk, dyplomata (zm. 1800)
- 1719 – Vasilije Božičković, chorwacki duchowny greckokatolicki, biskup Križevci i zwierzchnik chorwackich grekokatolików (zm. 1785)
- 1725:
  - Johan Frederik Classen, duński przedsiębiorca, przemysłowiec (zm. 1792)
  - Louis Mandrin, francuski handlarz końmi, rozbójnik (zm. 1755)
- 1728 – Karol Eugeniusz, książę Wirtembergii (zm. 1793)
- 1746 – Luis Paret y Alcázar, hiszpański malarz (ur. 1799)
- 1755 – Albert Christoph Dies, niemiecki malarz, kompozytor (zm. 1822)
- 1759 – John Pratt, brytyjski arystokrata, polityk (zm. 1840)
- 1776 – Joanis Kapodistrias, grecki polityk, pierwszy prezydent Grecji (zm. 1831)
- 1780 – Karoline von Günderrode, niemiecka poetka (zm. 1806)
- 1786 – James Cowles Prichard, brytyjski lekarz, antropolog (zm. 1848)
- 1791:
  - Aleksandros Mawrokordatos, grecki dyplomata, polityk, premier Grecji (zm. 1865)
  - Louis Visconti, włosko-francuski architekt (zm. 1853)
- 1795 – Ildefons Krysiński, polski psychiatra (zm. 1870)
- 1796 – Karol Brzostowski, polski ziemianin, reformator społeczny, twórca Rzeczypospolitej Sztabińskiej (zm. 1854)
- 1799 – Bazyli Antoni Maria Moreau, francuski zakonnik, błogosławiony (zm. 1873)
- 1800:
  - Josef Franz Karl Amrhyn, szwajcarski polityk, kanclerz federalny (zm. 1849)
  - William Fox Talbot, brytyjski matematyk, chemik, fizyk, archeolog, botanik, lingwista, pionier fotografii (zm. 1877)
- 1801 – Vincent Bochdalek, czeski anatom (zm. 1883)
- 1802 – Lydia Maria Child, amerykańska pisarka, poetka, edytorka, działaczka społeczna (zm. 1880)
- 1805 – Jean-Baptiste Charbonneau, amerykański podróżnik, odkrywca (zm. 1866)
- 1807 – Napoleon Orda, polski malarz, rysownik, kompozytor, pianista (zm. 1883)
- 1808 – James Barroll Ricaud, amerykański prawnik, polityk (zm. 1866)
- 1810 – Benedict Stilling, niemiecki anatom, neurolog, chirurg (zm. 1879)
- 1812:
  - Francis Seymour, brytyjski arystokrata, polityk (zm. 1884)
  - Alexander Stephens, amerykański polityk, jedyny wiceprezydent Skonfederowanych Stanów Ameryki (zm. 1883)
- 1815 – Pietro de Villanova Castellacci, włoski duchowny katolicki, arcybiskup, patriarcha tytularny Antiochii (zm. 1881)
- 1816 – Ernst Litfaß, niemiecki drukarz, wydawca (zm. 1874)
- 1821 – Auguste Mariette, francuski historyk, archeolog, egiptolog (zm. 1881)
- 1830 – Peter Heise, duński kompozytor, organista (zm. 1879)
- 1832 – Dmitrij Iłowajski, rosyjski historyk, autor podręczników szkolnych (zm. 1920)
- 1833 – Melville Weston Fuller, amerykański prawnik (zm. 1910)
- 1839:
  - Josiah Willard Gibbs, amerykański fizyk (zm. 1903)
  - Almon Strowger, amerykański wynalazca, przedsiębiorca pogrzebowy (zm. 1902)
- 1841 – Józef Brandt, polski malarz batalista (zm. 1915)
- 1842 – Erik Gustaf Boström, szwedzki polityk, premier Szwecji (zm. 1907)
- 1845 – Ahmed Tevfik Pasza, osmański urzędnik, wielki wezyr (zm. 1936)
- 1847:
  - Thomas Alva Edison, amerykański wynalazca (zm. 1931)
  - Johanna Wilhelmine Weigel, australijska przedsiębiorczyni (zm. 1940)
- 1850 – Hermann Jacobi, niemiecki indolog, wykładowca akademicki (zm. 1937)
- 1853 – Artur Loureiro, portugalski malarz (zm. 1932)
- 1856 – Antun Bauer, chorwacki duchowny katolicki, arcybiskup zagrzebski, teolog, filozof, polityk (zm. 1937)
- 1858 – Antoni Nowowiejski, polski duchowny katolicki, biskup płocki (zm. 1941)
- 1859 – Hipolit Neuwirth, polski filolog klasyczny, nauczyciel (zm. 1906)
- 1860 – Karl Denke, niemiecki seryjny morderca, kanibal (zm. 1924)
- 1863:
  - John Francis Fitzgerald, amerykański polityk (zm. 1950)
  - Władysław Jędrzejewski, polski i rosyjski generał (zm. 1940)
- 1865 – Franciszek Fischoeder, polski lekarz weterynarii, filozof (zm. 1930)
- 1866 – Henry Meige, francuski neurolog (zm. 1940)
- 1867 – Boris Ejdelman, rosyjski rewolucjonista (zm. 1939)
- 1868:
  - Philip Henry Savage, amerykański poeta (zm. 1899)
  - Nachman Syrkin, rosyjski pisarz, teoretyk polityczny, działacz syjonistyczny pochodzenia żydowskiego (zm. 1924)
- 1869:
  - Stanisław Kempiński, polski inżynier chemik (zm. 1931)
  - Else Lasker-Schüler, niemiecka poetka pochodzenia żydowskiego (zm. 1945)
- 1870 – Alfred Kühlewindt, niemiecki fotograf (zm. 1945)
- 1871 – Joe Donoghue, amerykański łyżwiarz szybki pochodzenia irlandzkiego (zm. 1921)
- 1874 – Maurycy Bornsztajn, polski neurolog, psychiatra pochodzenia żydowskiego (zm. 1952)
- 1876 – Eugenia Joubert, francuska zakonnica, błogosławiona (zm. 1904)
- 1877 – Anton Nekanda-Trepka, białoruski pedagog, publicysta, działacz narodowy i oświatowy (zm. 1942)
- 1878 – Peder Lykkeberg, duński pływak (zm. 1944)
- 1879:
  - Jean Gilbert, niemiecki kompozytor (zm. 1942)
  - Kazimierz Malewicz, rosyjski malarz, pedagog komunistyczny, teoretyk sztuki pochodzenia polskiego (zm. 1935)
  - Nils Persson, szwedzki żeglarz sportowy (zm. 1941)
- 1881 – Carlo Carrà, włoski malarz, krytyk sztuki (zm. 1966)
- 1882 – Victor Tubbax, belgijski kolarz torowy (zm. 1974)
- 1883 – Barney Solomon, brytyjski rugbysta, medalista olimpijski (zm. 1952)
- 1884 – Gustav Anton von Wietersheim, niemiecki generał (zm. 1974)
- 1886:
  - Hjalmar Helweg, duński psychiatra (zm. 1960)
  - Majj Zijade, palestyńska poetka, pisarka, tłumaczka (zm. 1941)
- 1887:
  - John Jackson, brytyjski astronom (zm. 1958)
  - Zygmunt Krzyżanowski, rosyjski pisarz pochodzenia polskiego (zm. 1950)
  - John van Melle, południowoafrykański pisarz pochodzenia holenderskiego (zm. 1953)
- 1888 – Walenty Augustynowicz, polski botanik (zm. 1967)
- 1890 – James Patrick Cannon, amerykański działacz komunistyczny i związkowy (zm. 1974)
- 1891:
  - Lucjusz Dura, polski dziennikarz, działacz ludowy, polityk, poseł na Sejm Ustawodawczy (zm. 1967)
  - Kazimierz Pieracki, polski pedagog, polityk, minister wyznań religijnych i oświecenia publicznego (zm. 1941)
- 1892:
  - Max Alfthan, fiński żeglarz sportowy (zm. 1960)
  - Teodor Chmielowski, polski major artylerii, działacz niepodległościowy (zm. 1920)
  - Włodzisław Ziembiński, polski aktor, reżyser teatralny (zm. 1966)
- 1894:
  - Witalij Bianki, rosyjski autor literatury dziecięcej i młodzieżowej (zm. 1958)
  - J. Hardin Peterson, amerykański polityk (zm. 1978)
- 1895 – Tadeusz Strzałka, polski oficer (zm. 1980)
- 1896:
  - Józef Kałuża, polski piłkarz, trener, działacz sportowy (zm. 1944)
  - Gunnar Lindström, szwedzki lekkoatleta, oszczepnik (zm. 1951)
  - Aron Pollitz, szwajcarski piłkarz (zm. 1977)
- 1897:
  - Walenty Peszek, polski generał brygady (zm. 1979)
  - Emil Leon Post, amerykański matematyk, logik pochodzenia polsko-żydowskiego (zm. 1954)
- 1898:
  - Édouard Candeveau, szwajcarski wioślarz (zm. 1989)
  - Leó Szilárd, węgierski fizyk, biolog molekularny (zm. 1964)
- 1900:
  - Hans-Georg Gadamer, niemiecki filozof, humanista, historyk filozofii, filolog (zm. 2002)
  - Jōsei Toda, japoński buddyjski przywódca religijny, pedagog (zm. 1958)
- 1901 – Alexander Ireland, brytyjski bokser (zm. 1966)
- 1902:
  - Arne Jacobsen, duński architekt, projektant wnętrz (zm. 1971)
  - Lubow Orłowa, radziecka aktorka, tancerka, śpiewaczka (zm. 1975)
- 1903:
  - Kazimierz Fabisiak, polski aktor, reżyser teatralny, dyrektor teatru (zm. 1971)
  - Teodor Naumienko, polski generał brygady (zm. 1987)
  - Irène Némirovsky, francuska pisarka pochodzenia rosyjsko-żydowskiego (zm. 1942)
- 1904:
  - Keith Holyoake, nowozelandzki polityk, premier i gubernator generalny Nowej Zelandii (zm. 1983)
  - Tatsuyoshi Miki, japoński tenisista (zm. 1966)
  - Lucile Randon, francuska zakonnica, superstulatka (zm. 2023)
- 1905:
  - Zdeněk Burian, czeski malarz, ilustrator (zm. 1981)
  - Rodolfo Choperena, meksykański koszykarz (zm. 1969)
  - Galina Krawczenko, radziecka aktorka (zm. 1996)
- 1906:
  - Yves Baudrier, francuski żeglarz sportowy, kompozytor (zm. 1988)
  - Michaił Margolin, radziecki konstruktor broni strzeleckiej (zm. 1975)
  - Witold Reger, polski podharcmistrz (zm. 1938)
- 1907 – William Levitt, amerykański agent nieruchomości pochodzenia żydowskiego (zm. 1994)
- 1908:
  - Józef Ludwik Bruski, polski lekarz, gawędziarz kaszubski, współzałożyciel Zespołu Pieśni i Tańca Kaszuby (zm. 1974)
  - Philip Dunne, amerykański reżyser, scenarzysta i producent filmowy (zm. 1992)
- 1909:
  - Max Baer, amerykański bokser pochodzenia żydowsko-irlandzko-szkockiego (zm. 1959)
  - Claude Chevalley, francuski matematyk (zm. 1984)
  - Saturnino de la Fuente García, hiszpański superstulatek (zm. 2022)
  - Bronisław Heyduk, polski malarz, pisarz (zm. 1984)
  - Joseph L. Mankiewicz, amerykański reżyser, scenarzysta i producent filmowy pochodzenia żydowskiego (zm. 1993)
- 1911:
  - Edward Rączkowski, polski aktor (zm. 1990)
  - Carl Seyfert, amerykański astronom (zm. 1960)
- 1912:
  - Juan Carlos Aramburu, argentyński kardynał (zm. 2004)
  - Robert Braet, belgijski piłkarz, bramkarz (zm. 1987)
  - Mirosław Kryszczukajtis, polski kapitan, cichociemny, uczestnik powstania warszawskiego (zm. 1944)
  - Wacław Wycisk, polski duchowny katolicki, biskup pomocniczy gnieźnieński i opolski (zm. 1984)
- 1913 – Masaji Kiyokawa, japoński pływak (zm. 1999)
- 1915:
  - Patrick Leigh Fermor, brytyjski wojskowy, pisarz (zm. 2011)
  - Richard Hamming, amerykański matematyk (zm. 1998)
  - Kiiti Morita, japoński matematyk (zm. 1995)
  - Marian Rybicki, polski prawnik, polityk, minister sprawiedliwości i prokurator generalny (zm. 1987)
- 1916:
  - Sergiusz Grudkowski, polski malarz (zm. 2008)
  - Stanisław Możdżeński, polski reżyser i scenarzysta filmów dokumentalnych (zm. 1980)
  - Seweryna Szmaglewska, polska pisarka, autorka literatury dziecięcej (zm. 1992)
- 1917:
  - Andrzej Alexiewicz, polski matematyk, wykładowca akademicki (zm. 1995)
  - Giuseppe De Santis, włoski reżyser i scenarzysta filmowy (zm. 1997)
  - Sidney Sheldon, amerykański pisarz (zm. 2007)
- 1918 – Anne Stine Ingstad, norweska podróżniczka, odkrywczyni (zm. 1997)
- 1919:
  - Gretchen Fraser, amerykańska narciarka alpejska (zm. 1994)
  - Eva Gabor, amerykańska aktorka pochodzenia węgierskiego (zm. 1995)
  - Kazimierz Górecki, polski pułkownik, funkcjonariusz organów bezpieczeństwa (zm. 2002)
- 1920:
  - Wasilij Batiajew, radziecki pułkownik pilot, as myśliwski (zm. 1970)
  - Faruk I, król Egiptu (zm. 1965)
- 1921:
  - Lloyd Bentsen, amerykański prawnik, ekonomista, polityk, senator (zm. 2006)
  - Ottavio Missoni, włoski projektant mody (zm. 2013)
  - Antony Padiyara, indyjski duchowny katolicki obrządku malabarskiego, arcybiskup większy Ernakulam-Angamaly, kardynał (zm. 2000)
- 1922:
  - Svenn Stray, norweski polityk (zm. 2012)
  - Leif Wager, fiński aktor (zm. 2002)
- 1923:
  - Antony Flew, brytyjski filozof, wykładowca akademicki (zm. 2010)
  - Alice von Hildebrand, niemiecka filozof, teolog (zm. 2022)
  - Frederick Kroesen, amerykański generał (zm. 2020)
  - Kazimierz Rokoszewski, polski polityk, poseł na Sejm PRL (zm. 2005)
  - Antoni Wróbel, polski hokeista (zm. 1988)
- 1924:
  - Henryk Janduda, polski piłkarz, trener (zm. 2008)
  - Budge Patty, amerykański tenisista (zm. 2021)
  - Pinga, brazylijski piłkarz, trener (zm. 1996)
- 1925:
  - Amparo Rivelles, hiszpańska aktorka (zm. 2013)
  - Kim Stanley, amerykańska aktorka (zm. 2001)
- 1926:
  - Paul Bocuse, francuski kucharz, szef kuchni (zm. 2018)
  - Léon Fatous, francuski samorządowiec, polityk, eurodeputowany (zm. 2023)
  - Sachiko Kamo, japońska tenisistka (zm. 2003)
  - Leslie Nielsen, kanadyjski aktor (zm. 2010)
- 1929:
  - Albert Azarian, ormiański gimnastyk sportowy (zm. 2023)
  - Francesco Forte, włoski prawnik, publicysta, polityk, minister finansów (zm. 2022)
  - Neil Primrose, brytyjski arystokrata, polityk (zm. 2024)
  - Burhan Sargın, turecki piłkarz (zm. 2023)
  - Edward Schwarzer, polski wioślarz (zm. 2012)
  - Jerzy Szewczyk, polski siatkarz, trener (zm. 2003)
- 1930:
  - Wałentyn Kotyk, radziecki pionier, partyzant-zwiadowca (zm. 1944)
  - Zdzisław Krysiak, polski polityk, poseł na Sejm PRL (zm. 1994)
  - Marian Masłoń, polski piłkarz, trener (zm. 2004)
  - Mary Quant, brytyjska projektantka mody (zm. 2023)
  - Marian Renke, polski działacz sportowy, polityk, poseł na Sejm PRL, dyplomata (zm. 1992)
  - Lesław Tokarski, polski dziennikarz (zm. 2007)
- 1931:
  - Buz Lukens, amerykański polityk (zm. 2010)
  - Irena Stasiewicz-Jasiukowa, polska historyk nauki i kultury, wykładowczyni akademicka (zm. 2011)
- 1932 – Carlyle Glean, grenadyjski polityk, gubernator generalny (zm. 2021)
- 1933 – Roger Closset, francuski florecista (zm. 2020)
- 1934:
  - Maryse Condé, gwadelupska pisarka, literaturoznawczyni (zm. 2024)
  - Manuel Noriega, panamski generał, polityk, prezydent Panamy, przestępca (zm. 2017)
  - John Surtees, brytyjski kierowca i motocyklista wyścigowy (zm. 2017)
- 1935 – Gene Vincent, amerykański piosenkarz, gitarzysta (zm. 1971)
- 1936:
  - Burt Reynolds, amerykański aktor, reżyser filmowy (zm. 2018)
  - Gurbux Singh, indyjski hokeista na trawie
- 1937:
  - Anders Bodelsen, duński pisarz (zm. 2021)
  - Maciej Kossowski, polski piosenkarz, trębacz, kompozytor (zm. 2022)
  - Kazimierz Polok, polski piłkarz (zm. 1994)
  - Mauro Staccioli, włoski rzeźbiarz (zm. 2018)
- 1938:
  - Mohammed Gammoudi, tunezyjski lekkoatleta, długodystansowiec
  - Boris Majorow, rosyjski hokeista, trener, działacz, komentator telewizyjny
  - Edith Mathis, szwajcarska śpiewaczka operowa (sopran) (zm. 2025)
  - Edward Motyl, polski lekkoatleta, długodystansowiec, trener (zm. 2023)
- 1939:
  - Rudolf Chmel, słowacki literaturoznawca, polityk, dyplomata
  - Brygida Dziuba, polska gimnastyczka sportowa
  - Gerry Goffin, amerykański autor tekstów piosenek (zm. 2014)
  - Mariola Ruszczyńska, polska szybowniczka (zm. 2019)
  - Jane Yolen, amerykańska pisarka, poetka
- 1940:
  - Calvin Fowler, amerykański koszykarz (zm. 2013)
  - Maria Gmytrasiewicz, polska ekonomistka, wykładowczyni akademicka
- 1941:
  - Rudolf Brunnenmeier, niemiecki piłkarz (zm. 2003)
  - Awraham Hirszson, izraelski polityk, minister finansów (zm. 2022)
  - Pavel Hruška, czeski lekkoatleta, średniodystansowiec (zm. 2017)
  - Sonny Landham, amerykański aktor (zm. 2017)
  - Sérgio Mendes, brazylijski muzyk, kompozytor (zm. 2024)
- 1942 – Bożena Mrowińska, polska aktorka (zm. 2014)
- 1943:
  - Owen Lovejoy, amerykański anatom, wykładowca akademicki
  - Alan Rubin, amerykański muzyk (zm. 2011)
  - Krzysztof Wojciewski, polski fotograf, fotoreporter, fotosista (zm. 2019)
  - George Woods, amerykański lekkoatleta, kulomiot (zm. 2022)
- 1944:
  - Antoni Cetnarowicz, polski historyk, wykładowca akademicki
  - Piotr Czaja, polski piłkarz, bramkarz
  - Michael Oxley, amerykański polityk (zm. 2016)
- 1945:
  - Ralph Doubell, australijski lekkoatleta, średniodystansowiec
  - Burhan Ghaljun, syryjski socjolog, polityk opozycyjny
  - Dawid Karako, izraelski piłkarz (zm. 2025)
  - Kenneth Walsh, amerykański pływak
- 1946:
  - Magdalena Falewicz, polska śpiewaczka operowa (sopran)
  - Ian Porterfield, szkocki piłkarz, trener (zm. 2007)
  - Knut Vollebæk, norweski filolog, politolog, polityk, dyplomata
- 1947:
  - Ireneusz (Bulović), serbski biskup prawosławny
  - Yukio Hatoyama, japoński polityk, premier Japonii
  - Abby Hoffman, kanadyjska lekkoatletka, biegaczka
  - Siergiej Kurzanow, rosyjski paleontolog
  - Roy Moore, amerykański prawnik, polityk
  - Edwin Petrykat, polski aktor
  - Witold Rzymowski, polski matematyk, profesor nauk matematycznych, nauczyciel akademicki (zm. 2025)
  - Ryszard Zimak, polski dyrygent (zm. 2021)
- 1948:
  - Thérèse Delpech, francuska politolog (zm. 2012)
  - Katsura, japoński książę (zm. 2014)
- 1949:
  - Fernando Castro, kolumbijski piłkarz, trener
  - James Silas, amerykański koszykarz
  - Antoine Waechter, francuski samorządowiec, polityk, działacz ekologiczny
  - Patrick Whitefield, brytyjski instruktor permakultury, projektant (zm. 2015)
  - George Winston, amerykański pianista (zm. 2023)
- 1950:
  - Pavel Bradík, czeski ekonomista, polityk
  - Ilinka Mitrewa, macedońska filolog, polityk, minister spraw zagranicznych (zm. 2022)
  - Jewgienij Swiesznikow, rosyjski szachista, trener (zm. 2021)
  - Vaguinho, brazylijski piłkarz
  - Marian Zembala, polski kardiochirurg, polityk, minister zdrowia, poseł na Sejm RP (zm. 2022)
- 1951:
  - Marteinn Geirsson, islandzki piłkarz
  - Marija D. Ilić, serbska i amerykańska inżynier elektryk i naukowiec
  - Aleksandr Makarow, rosyjski lekkoatleta, oszczepnik
  - Arno Tausch, austriacki politolog
- 1952:
  - Mona Hatoum, palestyńska artystka wideo, rzeźbiarka, autorka instalacji
  - Jānis Lauris, łotewski lekkoatleta, tyczkarz (zm. 2011)
  - Jim O’Brien, amerykański trener koszykówki
  - Denise Ramsden, brytyjska lekkoatletka, sprinterka (zm. 2003)
  - Paulino Rivero, hiszpański polityk, prezydent Wysp Kanaryjskich
- 1953:
  - Jeb Bush, amerykański polityk, gubernator Florydy
  - Teresa Karol, polska samorządowiec, wicemarszałek województwa opolskiego
  - Zbigniew Mikołajów, polski piłkarz
  - Vicky Perec, izraelski piłkarz, trener (zm. 2021)
  - Adil Safar, syryjski polityk, premier Syrii
- 1954:
  - Miroslav Číž, słowacki prawnik, polityk, eurodeputowany (zm. 2022)
  - Stanisław Cukier, polski rzeźbiarz, pedagog
  - Hienadź Niewyhłas, białoruski generał, polityk
  - Andrzej Piesiak, polski inżynier, polityk, senator RP
  - Michael Thompson, amerykański gitarzysta, kompozytor
- 1955:
  - Claudio Cipolla, włoski duchowny katolicki, biskup Padwy
  - Behtash Fariba, irański piłkarz, trener
  - Anneli Jäätteenmäki, fińska prawnik, polityk, premier Finlandii
  - Giuseppe Mazzafaro, włoski duchowny katolicki, biskup Cerreto Sannita-Telese-Sant’Agata de’ Goti
  - Gramoz Pashko, albański ekonomista, polityk (zm. 2006)
  - Bartłomiej Sochański, polski polityk, samorządowiec, prezydent Szczecina
  - Gianpietro Zappa, szwajcarski piłkarz (zm. 2005)
  - Ryszard Zatorski, polski reżyser i scenarzysta filmowy
- 1956:
  - Stanisław Głowacki, polski polityk, poseł na Sejm RP
  - Didier Lockwood, francuski muzyk jazzowy, kompozytor (zm. 2018)
  - Lesław Podkański, polski polityk, poseł na Sejm i senator RP, minister współpracy gospodarczej z zagranicą
  - Mario Trejo, meksykański piłkarz, trener
- 1957:
  - Peter Klashorst, holenderski malarz, rzeźbiarz, fotograf (zm. 2024)
  - David Weller, jamajski kolarz torowy
  - Giennadij Zajczik, gruzińsko-amerykański szachista
- 1958:
  - Helmut Foreiter, polski piłkarz pochodzenia niemieckiego (zm. 2008)
  - Paulo César Grande, brazylijski aktor
  - Stojan Gunczew, bułgarski siatkarz
  - Hanna Szajek, polska lekkoatletka, płotkarka
  - Stefan Tafrow, bułgarski dyplomata, polityk
  - Hiroshi Yoshida, japoński piłkarz
- 1959:
  - Bradley Cole, amerykański aktor, piosenkarz
  - Jeffrey Meek, amerykański aktor
  - Bożena Miller-Małecka, polska aktorka
  - René Müller, niemiecki piłkarz, bramkarz, trener
- 1960:
  - Andrzej Chmielewski, polski samorządowiec, polityk (zm. 2019)
  - Tuula Haatainen, fińska działaczka samorządowa, polityk
  - Lucyna Kwaśniewska, polska siatkarka
  - Richard Mastracchio, amerykański fizyk, astronauta
  - Konrad Mastyło, polski kompozytor, pianista, organista, pedagog
- 1961:
  - Jan Krzysztof Ardanowski, polski samorządowiec, polityk, poseł na Sejm RP, minister rolnictwa i rozwoju wsi
  - Carey Lowell, amerykańska aktorka
  - Lilianna Morawiec, polska łyżwiarka szybka
  - Hroar Stjernen, norweski skoczek narciarski
  - Joanna Zagdańska, polska piosenkarka
- 1962:
  - Tammy Baldwin, amerykańska polityk, senator
  - Sheryl Crow, amerykańska piosenkarka
  - Stefan Każuro, polski aktor
  - Mirosław Mruk, polski wioślarz
- 1963:
  - José Mari Bakero, hiszpański piłkarz, trener
  - Dan Osman, amerykański sportowiec ekstremalny (zm. 1998)
  - Ewa Skibińska, polska aktorka
- 1964:
  - Heidi VanDerveer, amerykańska koszykarka, trenerka
  - Yoshihiko Hara, japoński zapaśnik
  - Adrian Hasler, liechtensteiński polityk, premier Liechtensteinu
  - Agapitus Enuyehnyoh Nfon, kameruński duchowny katolicki, biskup Kumby
  - Sarah Palin, amerykańska polityk, gubernator Alaski
  - Ken Shamrock, amerykański wrestler, zawodnik MMA
  - Semir Tuce, bośniacki piłkarz
- 1965:
  - Barnaba (Baranow), rosyjski biskup prawosławny
  - Ryszard Cyroń, polski piłkarz
  - Andrew Gelman – amerykański statystyk i politolog
  - Roberto Moya, kubański lekkoatleta, dyskobol (zm. 2020)
  - Maite Pagazaurtundúa, hiszpańska polityk, eurodeputowana narodowości baskijskiej
  - Álvaro Peña, boliwijski piłkarz
  - Stepan Połtorak, ukraiński generał porucznik, polityk
  - Wojciech Rogowski, polski aktor
  - Eric Rush, nowozelandzki rugbysta, trener, działacz sportowy
- 1966:
  - Cristina Grigoraș, rumuńska gimnastyczka
  - Beata Kempa, polska polityk, poseł na Sejm RP, eurodeputowana
  - Aleksandr Siemak, rosyjski hokeista, trener
  - Tenor Saw, jamajski wykonawca dancehall i reggae (zm. 1988)
- 1967:
  - Uwe Daßler, niemiecki pływak
  - Ciro Ferrara, włoski piłkarz
  - Amedeo Pomilio, włoski piłkarz wodny
- 1968
  - Anne Samplonius, kanadyjska kolarka szosowa pochodzenia amerykańskiego
  - Agnieszka Szuchnicka, polska florecistka
- 1969:
  - Jennifer Aniston, amerykańska aktorka, producentka filmowa
  - Hannu-Pekka Björkman, fiński aktor
  - Andreas Hilfiker, szwajcarski piłkarz, bramkarz
  - Marvyn Maceda, filipiński duchowny katolicki, biskup San Jose de Antique
  - John Salako, angielski piłkarz, trener pochodzenia nigeryjskiego
  - Abdelhafid Tasfaout, algierski piłkarz
  - Dino Toso, holenderski inżynier pochodzenia włoskiego (zm. 2008)
- 1970:
  - Zoran Đorđević, serbski ekonomista, menedżer, polityk
  - Adi Hütter, austriacki piłkarz, trener
  - Stanisław Mąderek, polski aktor, kompozytor, reżyser i scenarzysta filmowy
  - Bernardo Segura, meksykański lekkoatleta, chodziarz
  - Fredrik Thordendal, szwedzki gitarzysta, kompozytor, członek zespołu Meshuggah
- 1971:
  - Robert Adamczyk, polski samorządowiec, burmistrz Choszczna
  - Virginie Calmels, francuska menedżerka, działaczka samorządowa, polityk
  - Arnaud Danjean, francuski funkcjonariusz wywiadu, dyplomata, polityk, eurodeputowany
  - Alexandru Kurteian, mołdawski piłkarz, trener
  - Damian Lewis, brytyjski aktor
  - Evan Tanner, amerykański zawodnik MMA (zm. 2008)
- 1972:
  - Diego Cocca, argentyński piłkarz, trener
  - Craig Jones, amerykański muzyk, członek zespołu Slipknot
  - Lisa Martinek, niemiecka aktorka (zm. 2019)
  - Steve McManaman, angielski piłkarz
  - Bernd Meier, niemiecki piłkarz (zm. 2012)
  - Kelly Slater, amerykański surfer
- 1973:
  - Grzegorz Jędrejek, polski prawnik, sędzia Trybunału Konstytucyjnego (zm. 2020)
  - Christophe Lévêque, francuski kolarz BMX
  - Varg Vikernes, norweski muzyk, wokalista, kompozytor, producent muzyczny, członek zespołów: Mayhem, Old Funeral i Burzum
  - Piotr Wadecki, polski kolarz szosowy
- 1974:
  - Nick Barmby, angielski piłkarz
  - Jarosław Brózda, polski samorządowiec i polityk, starosta bełchatowski, wicewojewoda łódzki
  - D’Angelo, amerykański piosenkarz, autor piosenek, producent muzyczny
  - Ari Gold, amerykański piosenkarz, aktor (zm. 2021)
  - Sébastien Hinault, francuski kolarz szosowy
  - Alex Jones, amerykański dziennikarz śledczy
  - Grzegorz Mróz, polski żużlowiec
  - Teemu Salo, fiński curler
  - Jaroslav Špaček, czeski hokeista
  - Ágnes Vadai, węgierska polityk
- 1975:
  - Trine Bakke, norweska narciarka alpejska
  - Tomáš Bureš, czeski kulturysta
  - Kamil Cetnarowicz, polski aktor
  - Yumileidi Cumbá, kubańska lekkoatletka, kulomiotka
  - Andy Lally, amerykański kierowca wyścigowy
  - Pedro Emanuel, portugalski piłkarz
  - Marek Špilár, słowacki piłkarz (zm. 2013)
  - Jacque Vaughn, amerykański koszykarz
- 1976:
  - Alenka Dovžan, słoweńska narciarka alpejska
  - Alexandra Neldel, niemiecka aktorka
  - Ricardo, portugalski piłkarz, bramkarz
  - Riley Schmidt, amerykański aktor
- 1977:
  - George Dublin, piłkarz z Antigui i Barbudy
  - Janis Okas, cypryjski piłkarz
  - Mike Shinoda, amerykański raper, wokalista, multiinstrumentalista pochodzenia japońskiego
- 1978:
  - Witold Bednorz, polski matematyk
  - Hanna-Mia Persson, szwedzka lekkoatletka, tyczkarka
  - Josef Straka, czeski hokeista
- 1979:
  - Arnaud Di Pasquale, francuski tenisista
  - Adrian Labryga, polski hokeista
  - Brandy Norwood, amerykańska piosenkarka, autorka tekstów, aktorka, modelka
  - Mabrouk Zaid, saudyjski piłkarz, bramkarz
- 1980:
  - Magdalena Banecka, polska siatkarka
  - Mark Bresciano, australijski piłkarz pochodzenia włosko-chorwackiego
  - Titi Buengo, angolski piłkarz
  - Sherline Holness, kanadyjska siatkarka
  - Matthew Lawrence, amerykański aktor
  - Pavol Masaryk, słowacki piłkarz
  - Oscar Mascorro, meksykański piłkarz
  - Mike Mollo, amerykański bokser
- 1981:
  - Aritz Aduriz, hiszpański piłkarz narodowości baskijskiej
  - Juan José Cobo, hiszpański kolarz szosowy
  - Benjamin Cureton, australijski wioślarz
  - Jaroslav Levinský, czeski tenisista
  - Ivan Nikčević, serbski piłkarz ręczny
  - Kelly Rowland, amerykańska piosenkarka
  - Shanon Wingate, portorykańska siatkarka
- 1982:
  - Husajn Ali Baba, bahrajński piłkarz
  - Natalie Dormer, brytyjska aktorka
  - Boitumelo Mafoko, botswański piłkarz
  - Christian Maggio, włoski piłkarz
  - Neil Robertson, australijski snookerzysta
  - Krzysztof Zapała, polski hokeista
- 1983:
  - Sheri-Ann Brooks, jamajska lekkoatletka, sprinterka
  - Krzysztof Pływaczyk, polski biathlonista
  - Ronald Ross, amerykański koszykarz, trener
  - Tihhon Šišov, estoński piłkarz
  - Victor Terrazas, meksykański bokser
  - Rafael van der Vaart, holenderski piłkarz
- 1984:
  - Tom Ashley, nowozelandzki żeglarz sportowy
  - Donald Copeland, amerykański koszykarz
  - Karol Dębski, polski koszykarz
  - Marco Marcato, włoski kolarz szosowy
  - Milena Milašević, czarnogórska lekkoatletka, sprinterka i skoczkini w dal
  - Alando Tucker, amerykański koszykarz
- 1985:
  - Casey Dellacqua, australijska tenisistka
  - Nikołaj Krasnikow, rosyjski żużlowiec (zm. 2025)
  - Mike Richards, kanadyjski hokeista
  - Šárka Strachová, czeska narciarka alpejska
- 1986:
  - Mesaad Al-Hamad, katarski piłkarz pochodzenia jemeńskiego
  - Gabriel Boric, chilijski polityk, prezydent Chile pochodzenia chorwackiego
  - Etienne van Huyssteen, południowoafrykański zapaśnik
  - Divinity Love, czeska aktorka pornograficzna
  - Ned Lukacevic, kanadyjski hokeista pochodzenia czarnogórskiego
  - Kees Luyckx, holenderski piłkarz
  - Cheng Ming, chińska łuczniczka
  - Francisco Silva, chilijski piłkarz
- 1987:
  - Luca Antonelli, włoski piłkarz
  - Matt Besler, amerykański piłkarz
  - José Callejón, hiszpański piłkarz
  - Juanmi Callejón, hiszpański piłkarz
  - Cheng Shuang, chińska narciarka dowolna
  - Ellen van Dijk, holenderska kolarka szosowa i torowa
  - Beat Feuz, szwajcarski narciarz alpejski
  - Martyna Martynowicz, polska judoczka
  - Jan Smeekens, holenderski łyżwiarz szybki
  - Lembi Vaher, estońska lekkoatletka, tyczkarka
  - Ervin Zukanović, bośniacki piłkarz
- 1988:
  - Jacob Banda, zambijski piłkarz, bramkarz
  - Vlad Moldoveanu, rumuński koszykarz
- 1989:
  - Dustin Cook, kanadyjski narciarz alpejski
  - Ilari Melart, fiński hokeista
  - Tomi Sallinen, fiński hokeista
  - Josef de Souza Dias, brazylijski piłkarz
- 1990:
  - Javier Aquino, meksykański piłkarz
  - Pawlos Kondidis, cypryjski żeglarz sportowy
  - Alessandro Pittin, włoski kombinator norweski
- 1991:
  - Nikola Mirotić, hiszpański koszykarz pochodzenia czarnogórskiego
  - D.J. Richardson, amerykański koszykarz
  - Adrian Stoian, rumuński piłkarz
- 1992:
  - Cheick Fantamady Diarra, malijski piłkarz
  - Louis Labeyrie, francuski koszykarz
  - Georgia Groome, brytyjska aktorka
  - Lasse Norman Hansen, duński kolarz szosowy i torowy
  - Taylor Lautner, amerykański aktor
- 1993:
  - Omar Fernández, kolumbijski piłkarz
  - Karl Geiger, niemiecki skoczek narciarski
  - Piotr Jan, rosyjski zawodnik MMA
  - Hörður Björgvin Magnússon, islandzki piłkarz
  - Ben McLemore, amerykański koszykarz
  - Pape Seydou N’Diaye, senegalski piłkarz, bramkarz
  - Alejandro Vigil, hiszpański siatkarz
- 1994:
  - Amida Brimah, ghański koszykarz
  - Wang Shun, chiński pływak
  - Roman Zobnin, rosyjski piłkarz
- 1995:
  - Jacobi Boykins, amerykański koszykarz
  - Gianluca Ginoble, włoski piosenkarz
  - Antonina Lorek, polska lekkoatletka, chodziarka
  - Maciej Musiał, polski aktor
  - Yang Zhaoxuan, chińska tenisistka
- 1996:
  - Yakou Méïté, iworyjski piłkarz
  - Daniił Miedwiediew, rosyjski tenisista
  - Jack Salt, nowozelandzki koszykarz
  - Lucas Torreira, urugwajski piłkarz
- 1997:
  - Hubert Hurkacz, polski tenisista
  - Patrick Kammerbauer, niemiecki piłkarz
  - Ekrem Öztürk, turecki zapaśnik
  - Elina Rodríguez, argentyńska siatkarka
  - Rosé, nowozelandzka wokalistka, członkini zespołu Blackpink pochodzenia koreańskiego
  - Filip Uremović, chorwacki piłkarz
  - Lisa Vicari, niemiecka aktorka
  - Mateusz Wieteska, polski piłkarz
- 1998:
  - Mateusz Bochnak, polski piłkarz
  - Ronaldo Córdoba, panamski piłkarz
  - Carel Eiting, holenderski piłkarz
  - Jhojan Julio, ekwadorski piłkarz
  - Niklas Kaul, niemiecki lekkoatleta, wieloboista
  - Khalid, amerykański piosenkarz, autor tekstów
  - Tulga Tumurochir, mongolski piłkarz
- 1999:
  - Luke Becker, amerykański żużlowiec
  - Davide Gardini, włoski siatkarz
  - Candace Hill, amerykańska lekkoatletka, sprinterka
  - Andrij Łunin, ukraiński piłkarz, bramkarz
  - Siergiej Szyrobokow, rosyjski lekkoatleta, chodziarz
- 2000:
  - Nassir Little, amerykański koszykarz
  - Francisco Madinga, malawijski piłkarz
  - Nicolás Mejía, kolumbijski tenisista
- 2001:
  - Bryan Gil, hiszpański piłkarz
  - Adam Idah, irlandzki piłkarz pochodzenia nigeryjskiego
  - Diamond Miller, amerykańska koszykarka
- 2002:
  - Liam Lawson, nowozelandzki kierowca wyścigowy
  - Dango Ouattara, burkiński piłkarz
- 2003:
  - Ronald Falkoski, brazylijski piłkarz pochodzenia polskiego
  - Leonel Tejada, panamski piłkarz
- 2004:
  - Abdulaziz Al-Elewai, saudyjski piłkarz
  - Damián Alguera, salwadorski piłkarz, bramkarz
  - José Eulogio, meksykański piłkarz, bramkarz

## Zmarli
- 55 – Brytanik, syn cesarza Klaudiusza (ur. 41)
- 244 – Gordian III, cesarz rzymski (ur. 225)
- 641 – Herakliusz I, cesarz bizantyński (ur. 574)
- 731 – Grzegorz II, papież, święty (ur. ?)
- 821 – Benedykt z Anianu, francuski mnich benedyktyński, święty (ur. ?)
- 824 – Paschalis I, papież, święty (ur. ?)
- 1141 – Hugon ze św. Wiktora, niemiecki teolog, filozof (ur. 1096)
- 1418 – Bogusław VIII, książę stargardzki i słupski (ur. ?)
- 1424 – Jan Abezier, niemiecki duchowny katolicki, biskup warmiński, pisarz (ur. ?)
- 1427 – Mirosław Brudzewski, polski duchowny katolicki, biskup elekt poznański (ur. ?)
- 1503 – Elżbieta York, królowa Anglii (ur. 1466)
- 1507 – Jan z Głogowa, polski matematyk, astronom, teolog, profesor Akademii Krakowskiej (ur. ok. 1445)
- 1524 – Izabela Aragońska, księżna Mediolanu (ur. 1470)
- 1566 – Wolfgang Schutzbar, administrator urzędu wielkiego mistrza zakonu krzyżackiego (ur. 1483)
- 1586 – August Wettyn, książę elektor Saksonii (ur. 1526)
- 1610 – Tomasz Treter, polski duchowny katolicki, kanonik warmiński, sekretarz królewski, poeta, filolog, heraldyk, rytownik, tłumacz (ur. 1547)
- 1628 – Jan Grzymułtowski, polski cysters, opat (ur. ?)
- 1643 – Anna Maria Wittelsbach, księżniczka Palatynatu-Neuburg, księżna Saksonii-Weimar (ur. 1575)
- 1650 – Kartezjusz, francuski matematyk, filozof (ur. 1596)
- 1661 – Adam Koss, polski duchowny katolicki, biskup chełmiński, sekretarz królewski (ur. ?)
- 1674 – Gabriel Kolenda, greckokatolicki działacz religijny Rzeczypospolitej, metropolita kijowski, administrator diecezji łucko-ostrogskiej (ur. 1606)
- 1693 – Jan de Brito, portugalski jezuita, misjonarz, męczennik, święty (ur. 1647)
- 1700 – Opizio Pallavicini, włoski duchowny katolicki, arcybiskup Spoleto, arcybiskup Osimo, nuncjusz apostolski, kardynał (ur. 1632)
- 1713 – Dżahandar Szah, władca Imperium Mogołów w Indiach (ur. 1661)
- 1750 – Vincenzo Bichi, włoski kardynał, nuncjusz apostolski (ur. 1668)
- 1762 – Johann Tobias Krebs, niemiecki organista, kompozytor (ur. 1690)
- 1763 – William Shenstone, angielski poeta (ur. 1714)
- 1771 – Florian Jaroszewicz, polski franciszkanin, hagiograf, teolog (ur. 1694)
- 1795 – Carl Michael Bellman, szwedzki poeta, kompozytor (ur. 1740)
- 1803 – Jean-François de La Harpe, francuski dramaturg, krytyk literacki, dziennikarz (ur. 1739)
- 1804 – François-Philippe de Foissac-Latour, francuski generał, inżynier (ur. 1750)
- 1806:
  - Gabriel Rafał Opacki, polski ziemianin, generał major ziemiański (ur. 1741)
  - Vicente Martín y Soler, hiszpański kompozytor (ur. 1754)
- 1808 – José Francisco Miguel António de Mendonça, portugalski duchowny katolicki, patriarcha Lizbony, kardynał (ur. 1725)
- 1813:
  - Anders Gustaf Ekeberg, szwedzki chemik (ur. 1767)
  - George Nugent-Temple-Grenville, brytyjski arystokrata, polityk (ur. 1753)
- 1825 – Fryderyk IV, książę Saksonii-Gotha-Altenburg (ur. 1774)
- 1829 – Aleksandr Gribojedow, rosyjski dramatopisarz, dyplomata, wolnomularz (ur. 1795)
- 1830 – Giovanni Battista Lampi (starszy), włoski malarz (ur. 1751)
- 1840 – Iwan Kozłow, rosyjski urzędnik państwowy, poeta, tłumacz (ur. 1779)
- 1848 – Thomas Cole, amerykański malarz, poeta pochodzenia angielskiego (ur. 1801)
- 1850 – Ludwika Róża Ossolińska, polska pisarka, poetka, filantropka (ur. 1797)
- 1861 – Antoni Orłowski, polski kompozytor (ur. 1811)
- 1862:
  - Luther V. Bell, amerykański psychiatra (ur. 1806)
  - Elizabeth Siddal, brytyjska poetka, malarka, modelka (ur. 1829)
- 1868 – Léon Foucault, francuski fizyk, astronom (ur. 1819)
- 1869 – Makryna Mieczysławska, polska fałszywa zakonnica (ur. ?)
- 1870 – Carlos Soublette, wenezuelski wojskowy, polityk, prezydent Wenezueli (ur. 1789)
- 1871 – Gaspard-Théodore-Ignace de la Fontaine, luksemburski prawnik, polityk, premier Luksemburga (ur. 1787)
- 1881 – Salvador Jovellanos, paragwajski polityk, prezydent Paragwaju (ur. 1833)
- 1882:
  - Francesco Hayez, włoski malarz (ur. 1791)
  - Wolf Lesser, niemiecki rabin (ur. 1845)
- 1883 – Antoni Fijałkowski, polski duchowny katolicki, biskup kamieniecki, arcybiskup mohylewski (ur. 1797)
- 1884:
  - Thomas Kinsella, amerykański drukarz, polityk pochodzenia irlandzkiego (ur. 1832)
  - Ignacy Mycielski, polski hrabia, uczestnik powstania styczniowego, oficer w służbie pruskiej (ur. 1842)
- 1885 – Edward MacCabe, irlandzki duchowny katolicki, arcybiskup Dublina i prymas Irlandii, kardynał (ur. 1816)
- 1887 – Josef Huleš, czeski kupiec, polityk, burmistrz Pragi (ur. 1813)
- 1888 – Augustyn Szmurło, polski filolog, pedagog (ur. 1821)
- 1891 – Jan Bogdanowicz, polski ziemianin, uczestnik Wiosny Ludów (ur. 1827)
- 1892 – James Augustus Grant, brytyjski oficer, podróżnik, odkrywca (ur. 1827)
- 1894 – Karel Leopold Klaudy, czeski prawnik, wykładowca akademicki, polityk, burmistrz Pragi (ur. 1822)
- 1898:
  - Kornel Horodyski, polski ziemianin, polityk (ur. 1827)
  - Félix María Zuloaga, meksykański generał, polityk, prezydent Meksyku (ur. 1813)
- 1899:
  - Napoleon-Karol Bonaparte, francuski książę, wojskowy (ur. 1839)
  - Leopold Mieczkowski, polski balneolog (ur. 1833)
  - Teuku Umar, indonezyjski dowódca partyzancki, bohater narodowy (ur. 1854)
- 1900 – Ksawera Deybel, polska śpiewaczka, guwernantka, emigrantka (ur. 1818)
- 1901:
  - Ramón de Campoamor, hiszpański poeta, filozof (ur. 1817)
  - Milan I Obrenowić, król Serbii (ur. 1854)
- 1902 – Lucjan Wrotnowski, polski redaktor, adwokat, kolekcjoner dzieł sztuki, działacz społeczny (ur. 1847)
- 1906 – Włodzimierz Truskolaski, polski ziemianin, polityk (ur. 1858)
- 1908 – Anatol Wachnianin, ukraiński kompozytor, polityk  (ur. 1841)
- 1909 – Pelagia Dąbrowska, polska nauczycielka, łączniczka w czasie powstania styczniowego, pamiętnikarka (ur. 1843)
- 1911 – Patrick John Ryan, amerykański duchowny katolicki, arcybiskup Filadelfii pochodzenia irlandzkiego (ur. 1831)
- 1915:
  - Józef Bałzukiewicz, polski malarz (ur. 1867)
  - Ljubica Luković, serbska nauczycielka, tłumaczka, pielęgniarka, działaczka feministyczna (ur. 1858)
- 1917:
  - Oswaldo Cruz, brazylijski bakteriolog, epidemiolog (ur. 1872)
  - Stanisław Matraś, polski duchowny katolicki, uczestnik powstania styczniowego, zesłaniec (ur. 1836)
- 1918:
  - Franciszek Dubiel, polski inżynier, porucznik piechoty Legionów Polskich (ur. 1883)
  - Murat Toptani, albański działacz narodowy, poeta, rzeźbiarz (ur. 1867)
- 1920:
  - Ludwik Anders, polski pediatra, fotograf (ur. 1854)
  - Cecylia Goldszmit, polska edukatorka pochodzenia żydowskiego (ur. 1853)
- 1922 – Pearce Bailey, amerykański neurolog, psychiatra, wykładowca akademicki (ur. 1865)
- 1923:
  - Joseph DeCamp, amerykański malarz (ur. 1858)
  - Wilhelm Killing, niemiecki matematyk, wykładowca akademicki (ur. 1847)
  - Helmuth von Maltzahn, niemiecki polityk (ur. 1840)
- 1924 – Jean-François Raffaëlli, francuski malarz, grafik, rzeźbiarz, litograf (ur. 1850)
- 1925:
  - Aristide Bruant, francuski piosenkarz, artysta kabaretowy (ur. 1851)
  - Waldemar Osterloff, polski pedagog, językoznawca, pedagog (ur. 1858)
- 1926 – Wilhelm Kuhnert, niemiecki malarz, ilustrator (ur. 1865)
- 1927:
  - Émile Albrecht, szwajcarski wioślarz (ur. 1897)
  - Stanisław Zdzitowiecki, polski duchowny katolicki, biskup kujawsko-kaliski, następnie włocławski (ur. 1854)
- 1928 – Stanisław Suryn, polski generał dywizji (ur. 1858)
- 1929:
  - Jan II Dobry, książę Liechtensteinu (ur. 1840)
  - Frank Putnam Flint, amerykański polityk (ur. 1862)
  - Elisabeth Grabowski, niemiecka pisarka, poetka, katolicka działaczka społeczna (ur. 1864)
- 1930:
  - Jakow Anfimow, rosyjski psychiatra, neurolog, wykładowca akademicki (ur. 1852)
  - Krzysztof Moszyński, polski matematyk (zm. 2020)
- 1931 – Charles Parsons, brytyjski inżynier, wynalazca (ur. 1854)
- 1932 – Hipolit Milewski, polski ziemianin, pisarz i komentator polityczny (ur. 1848)
- 1933 – Pantelejmon (Maksunow), rosyjski duchowny prawosławny, biskup chabarowski (ur. 1872)
- 1934:
  - Iwan Griekow, rosyjski chirurg, wykładowca akademicki (ur. 1867)
  - Adam Szrajer, polski fabrykant pochodzenia żydowskiego (ur. 1873)
- 1935 – Wojciech Górski, polski pedagog (ur. 1849)
- 1937:
  - Piotr Maldonado Lucero, meksykański duchowny katolicki, męczennik, święty (ur. 1882)
  - Walter Burley Griffin, amerykański architekt i architekt krajobrazu (ur. 1876)
- 1938:
  - Ante Pavelić, chorwacki dentysta, polityk (ur. 1869)
  - Cezary Szyszko, polski prawnik, działacz społeczny (ur. 1872)
  - Kazimierz Twardowski, polski filozof, psycholog, logik, wykładowca akademicki (ur. 1866)
- 1939:
  - Elena Maróthy-Šoltésová, słowacka pisarka, publicystka (ur. 1855)
  - Nikołaj Nasonow, rosyjski zoolog, wykładowca akademicki (ur. 1855)
  - Witold Roszkowski, polski profesor leśnictwa (ur. 1878)
  - Franz Schmidt, austriacki kompozytor, dyrygent, wiolonczelista, pianista (ur. 1874)
- 1940:
  - John Buchan, brytyjski arystokrata, pisarz (ur. 1875)
  - Gunnar Höckert, fiński lekkoatleta, długodystansowiec (ur. 1910)
  - J.-H. Rosny (starszy), francuski pisarz science fiction pochodzenia belgijskiego (ur. 1856)
- 1941:
  - Rudolf Hilferding, austriacki ekonomista, polityk, publicysta pochodzenia żydowskiego (ur. 1877)
  - Mario Visintini, włoski pilot wojskowy, as myśliwski (ur. 1913)
- 1944:
  - Janina Biesiadecka, polska aktorka (ur. 1894)
  - Hanna Czaki, polska harcerka, łączniczka AK (ur. 1922)
  - Paweł Kubicki, polski duchowny katolicki, biskup pomocniczy sandomierski (ur. 1871)
  - Carl Meinhof, niemiecki pastor, językoznawca, wykładowca akademicki (ur. 1857)
  - Ewa Pohoska, polska dramatopisarka, poetka, publicystka, żołnierz AK (ur. 1918)
- 1945:
  - Bernard Jaruszewski, polski kleryk, Sługa Boży (ur. 1916)
  - Joachim Karsch, niemiecki rzeźbiarz, grafik (ur. 1897)
  - Tichon (Laszczenko), rosyjski biskup prawosławny (ur. 1875)
  - Emil Łazoryk, polski architekt, wykładowca akademicki (ur. 1897)
  - Edward Nowicki, polski porucznik, żołnierz AK (ur. 1910)
  - Iwan Połbin, radziecki generał-major pilot (ur. 1905)
  - Joachim Rumohr, niemiecki generał SS (ur. 1910)
  - Gerhard Schmidhuber, niemiecki generał (ur. 1894)
  - August Zehender, niemiecki generał SS (ur. 1903)
- 1946 – Ludovic-Oscar Frossard, francuski dziennikarz, polityk (ur. 1889)
- 1947 – E.M. Hull, brytyjska pisarka (ur. 1880)
- 1948:
  - Antoni Batler, polski kapitan, adwokat, sędzia pochodzenia żydowskiego (ur. 1896)
  - Siergiej Eisenstein, rosyjski reżyser, scenarzysta, montażysta i operator filmowy, scenograf filmowy i teatralny, teoretyk filmu pochodzenia żydowskiego (ur. 1898)
- 1949:
  - Tadeusz Bejt, polski kurier KG AK (ur. 1923)
  - Czesław Duma, polski żołnierz NZW (ur. 1925)
  - Johannes Freumbichler, austriacki pisarz (ur. 1881)
  - Axel Munthe, szwedzki psychiatra, pisarz (ur. 1857)
  - Giovanni Zenatello, włoski śpiewak operowy (tenor) (ur. 1876)
- 1952:
  - Adolf Gąsecki, polski farmaceuta, przedsiębiorca (ur. 1868)
  - Jewgienij Skworcow, rosyjski astronom, meteorolog, matematyk, wykładowca akademicki (ur. 1882)
- 1953 – Uroš Predić, serbski malarz (ur. 1857)
- 1954:
  - Alexander Anderson, brytyjski polityk (ur. 1888)
  - Arthur Duray, francuski kierowca wyścigowy, konstruktor samochodów (ur. 1882)
  - Mitar Martinović, czarnogórski generał, polityk, premier Czarnogóry (ur. 1870)
- 1955 – Ona Munson, amerykańska aktorka (ur. 1903)
- 1956 – Siergiej Czornyj, rosyjski astronom (ur. 1874)
- 1957 – Zygmunt Alfus, polski piłkarz, trener pochodzenia żydowskiego (ur. 1901)
- 1958 – Ernest Jones, walijski psychoanalityk (ur. 1879)
- 1959:
  - Jean Margraff, francuski szablista (ur. 1876)
  - Marshall Teague, amerykański kierowca wyścigowy (ur. 1921)
- 1961:
  - Ignacy Frontczak, polski działacz komunistyczny i związkowy (ur. 1886)
  - Andrzej Wierzbicki, polski działacz gospodarczy, polityk, minister przemysłu i handlu, poseł na Sejm RP (ur. 1877)
- 1963:
  - Karl Frederick, amerykański strzelec sportowy (ur. 1881)
  - Sylvia Plath, amerykańska pisarka, poetka, eseistka (ur. 1932)
- 1967:
  - Julius Ringel, austriacki generał (ur. 1889)
  - Hyacinthe Roosen, belgijski zapaśnik (ur. 1897)
- 1968:
  - Leopold Kwiatkowski, polski pilot szybowcowy, żołnierz AK (ur. 1906)
  - Pitirim Sorokin, rosyjski socjolog (ur. 1889)
- 1971:
  - Ryszard Przelaskowski, polski historyk, archiwista, bibliotekarz (ur. 1903)
  - Michaił Tichonow, radziecki generał porucznik (ur. 1900)
  - Alfred Wiedermann, austriacki generał porucznik (ur. 1890)
- 1972:
  - Merle Fainsod, amerykański historyk, sowietolog (ur. 1907)
  - Marian Hemar, polski poeta, dramaturg, satyryk, tłumacz, autor tekstów piosenek pochodzenia żydowskiego (ur. 1901)
  - Jan Wils, holenderski architekt (ur. 1891)
- 1973:
  - J. Hans D. Jensen, niemiecki fizyk, laureat Nagrody Nobla (ur. 1907)
  - Paweł Latusek, polski duchowny katolicki, biskup pomocniczy gnieźnieński (ur. 1910)
  - Marian Strzelecki, polski malarz, pedagog (ur. 1924)
- 1974:
  - Anna Q. Nilsson, szwedzka aktorka (ur. 1888)
  - Władimir Smirnow, rosyjski matematyk, wykładowca akademicki (ur. 1887)
- 1975:
  - Maria Balcerkiewiczówna, polska aktorka (ur. 1903)
  - Konstantin Ramul, estoński psycholog, wykładowca akademicki (ur. 1879)
- 1976:
  - Lee J. Cobb, amerykański aktor (ur. 1911)
  - Alexander Lippisch, niemiecki naukowiec (ur. 1894)
- 1977 – Louis Beel, holenderski polityk, premier Holandii (ur. 1902)
- 1978:
  - Harry Martinson, szwedzki dramaturg, malarz (ur. 1904)
  - Zygmunt Szweykowski, polski historyk literatury (ur. 1894)
- 1980 – Paavo Yrjölä, fiński lekkoatleta, dziesięcioboista (ur. 1902)
- 1982:
  - Andreas Knudsen, norweski żeglarz sportowy (ur. 1887)
  - Władysław Jan Nowak, polski major pilot (ur. 1908)
  - Eleanor Powell, amerykańska aktorka, tancerka (ur. 1912)
  - Takashi Shimura, japoński aktor (ur. 1905)
- 1983 – Boris Podcerob, radziecki dyplomata, polityk (ur. 1910)
- 1984 – John Comer, brytyjski aktor (ur. 1924)
- 1985:
  - Henry Hathaway, amerykański reżyser filmowy (ur. 1898)
  - Bernard Lichtenstein, polsko-amerykański krawiec, przedsiębiorca pochodzenia żydowskiego (ur. 1893)
  - Irena Lorentowicz, polska malarka, scenograf, pedagog (ur. 1908)
  - Jochen Müller, wschodnioniemiecki piłkarz (ur. 1925)
  - Piotr Suchora, polski aktor (ur. 1943)
- 1986 – Frank Herbert, amerykański pisarz science fiction (ur. 1920)
- 1989 – George O’Hanlon, amerykański aktor, reżyser filmowy (ur. 1912)
- 1990 – Léopold Anoul, belgijski piłkarz, trener (ur. 1922)
- 1991:
  - Bohumil Kudrna, czechosłowacki kajakarz, kanadyjkarz (ur. 1920)
  - Ludwik Świeżawski, polski pisarz (ur. 1906)
- 1992 – Ray Danton, amerykański aktor, reżyser i producent filmowy (ur. 1931)
- 1993:
  - Robert W. Holley, amerykański biochemik, genetyk, wykładowca akademicki, laureat Nagrody Nobla (ur. 1922)
  - Nina Kracherowa, polska pisarka, dziennikarka (ur. 1929)
  - Władysław Midowicz, polski geograf, meteorolog, działacz turystyczny (ur. 1907)
  - Félix Ruiz, hiszpański piłkarz (ur. 1940)
  - Newton Steers, amerykański polityk (ur. 1917)
- 1994:
  - Mercedes Comaposada, hiszpańska prawnik, dziennikarka, pedagog, anarchofeministka (ur. 1901)
  - William Conrad, amerykański aktor (ur. 1920)
  - Joseph Cordeiro, pakistański duchowny katolicki, arcybiskup Karaczi, kardynał (ur. 1918)
  - Paul Feyerabend, austriacki filozof, wykładowca akademicki (ur. 1924)
- 1995 – Nesti Nase, albański funkcjonariusz służb specjalnych, dyplomata, polityk (ur. 1922)
- 1996:
  - Olle Åhlund, szwedzki piłkarz (ur. 1920)
  - Kebby Musokotwane, zambijski polityk, premier Zambii (ur. 1946)
  - Quarentinha, brazylijski piłkarz (ur. 1933)
  - Amelia Rosselli, włoska poetka (ur. 1930)
  - Andrzej Studziński, polski entomolog, wykładowca akademicki (ur. 1939)
- 1997:
  - Maurycy Kajler, polski dziennikarz, działacz społeczny pochodzenia żydowskiego (ur. 1910)
  - Jerzy Milewski, polski fizyk, polityk, urzędnik państwowy (ur. 1935)
- 1998:
  - Bazyli (Doroszkiewicz), polski duchowny prawosławny, metropolita warszawski i całej Polski (ur. 1914)
  - Zygmunt Mikulski, polski poeta, eseista (ur. 1920)
- 1999 – Jaki Byard, amerykański pianista jazzowy, kompozytor (ur. 1922)
- 2000:
  - Roger Vadim, francuski aktor, scenarzysta i reżyser filmowy (ur. 1928)
  - Bernardino Zapponi, włoski pisarz, scenarzysta filmowy (ur. 1927)
- 2001:
  - Stanisław Bieniasz, polski pisarz (ur. 1950)
  - Longin Janeczek, polski piłkarz, trener, podpułkownik (ur. 1920)
- 2002 – Barry Foster, brytyjski aktor (ur. 1931)
- 2003:
  - Socorro Avelar, meksykańska aktorka (ur. 1925)
  - Alfons Flinik, polski hokeista na trawie (ur. 1926)
- 2004:
  - Tadeusz Dembończyk, polski sztangista (ur. 1955)
  - Gwidon Grochowski, polski siatkarz, trener (ur. 1929)
  - Ryszard Kukliński, polski pułkownik, agent CIA w Sztabie Generalnym LWP (ur. 1930)
- 2005:
  - Dżumgałbek Amanbajew, kirgiski i radziecki polityk (ur. 1946)
  - Jack L. Chalker, amerykański pisarz science fiction (ur. 1944)
  - Stanisław Dąbrowski, polski muzyk, dyrygent, kompozytor  (ur. 1937)
  - Mary Jackson, amerykańska matematyk, inżynier lotnictwa i kosmonautyki (ur. 1921)
  - Władimir Kotielnikow, rosyjski fizyk radiowy, elektronik, wykładowca akademicki (ur. 1908)
  - Míla Myslíková, czeska aktorka (ur. 1933)
- 2006:
  - Peter Benchley, amerykański pisarz (ur. 1940)
  - Ken Fletcher, australijski tenisista (ur. 1940)
  - Jolanta Hanisz, polska aktorka (ur. 1927)
  - Małgorzata Hołyńska, polska tłumaczka (ur. 1916)
  - Harry Schein, austriacki teoretyk filmu (ur. 1924)
- 2007:
  - Huang Hai-tai, tajwański artysta ludowy (ur. 1901)
  - Karl-Heinz Hopp, niemiecki wioślarz (ur. 1936)
  - Gunārs Meierovics, łotewski polityk (ur. 1920)
  - Charles Walgreen junior, amerykański przedsiębiorca (ur. 1906)
- 2008:
  - Tom Lantos, amerykański polityk (ur. 1928)
  - Frank Piasecki, amerykański konstruktor lotniczy pochodzenia polskiego (ur. 1919)
  - Alfredo Reinado, wschodniotimorski major (ur. 1967)
  - Zbigniew Salwa, polski prawnik (ur. 1926)
- 2009:
  - Witold Filler, polski pisarz, teatrolog, krytyk, satyryk, dziennikarz (ur. 1931)
  - Willem Johan Kolff, holenderski lekarz (ur. 1911)
- 2010:
  - Irina Archipowa, rosyjska śpiewaczka operowa (mezzosopran) (ur. 1925)
  - Alexander McQueen, brytyjski projektant mody (ur. 1969)
- 2011:
  - Josef Pirrung, niemiecki piłkarz (ur. 1949)
  - Barbara Szydłowska-Żelazny, polska koszykarka (ur. 1937)
- 2012 – Whitney Houston, amerykańska piosenkarka, aktorka, producentka telewizyjna (ur. 1963)
- 2013:
  - Frank Seator, liberyjski piłkarz (ur. 1975)
  - Rem Wiachiriew, rosyjski przedsiębiorca, polityk (ur. 1934)
- 2014:
  - Alice Babs, szwedzka piosenkarka (ur. 1924)
  - Léon Hégelé, francuski duchowny katolicki, biskup Strasbourga (ur. 1925)
  - Skënder Sallaku, albański aktor (ur. 1935)
- 2015:
  - Abel Costas Montaño, boliwijski duchowny katolicki, biskup Cochabamby i Tariji (ur. 1920)
  - Jerzy Domin, polski aktor (ur. 1931)
  - Roger Hanin, francuski aktor, reżyser filmowy (ur. 1925)
  - Krystyna Kamieńska-Trela, polska chemik (ur. 1938)
  - Sylwester Przedwojewski, polski aktor (ur. 1920)
- 2016:
  - Kazimierz Bińkowski, polski siatkarz (ur. 1926)
  - John Baptist Kakubi, ugandyjski duchowny katolicki, biskup Mbarary (ur. 1929)
  - Grażyna Kociniak, polska montażystka filmowa (ur. 1938)
  - Bronisława Morawiecka, polska biochemik, enzymolog, nauczycielka akademicka (ur. 1926)
  - Juan Mujica, urugwajski piłkarz (ur. 1943)
  - Kevin Randleman, amerykański zapaśnik, zawodnik MMA (ur. 1971)
  - Franciszek Wójcikiewicz, polski skoczek spadochronowy, instruktor spadochronowy i szybowcowy, pilot samolotowy (ur. 1933)
- 2017:
  - Wasilij Kudinow, rosyjski piłkarz ręczny (ur. 1969)
  - Fab Melo, brazylijski koszykarz (ur. 1990)
  - Jirō Taniguchi, japoński twórca i ilustrator mang (ur. 1947)
  - Henadij Worobjow, ukraiński generał (ur. 1961)
- 2018:
  - Stanisław Augustyniak, polski działacz harcerski, uczestnik ruchu oporu podczas II wojny światowej (ur. 1921)
  - Vic Damone, amerykański piosenkarz (ur. 1928)
  - Wojciech Maciejewski, polski reżyser radiowy (ur. 1923)
  - Joseph MacNeil, kanadyjski duchowny katolicki, biskup Saint John, arcybiskup Edmonton (ur. 1924)
  - Juozas Preikšas, litewski duchowny katolicki, biskup pomocniczy kowieński i wyłkowyski, biskup diecezjalny poniewski (ur. 1926)
  - Tom Rapp, amerykański wokalista, gitarzysta, członek zespołu Pearls Before Swine (ur. 1947)
- 2019:
  - Alicja, luksemburska księżniczka, księżna Ligne (ur. 1929)
  - Sibghatullah Modżaddedi, afgański polityk, prezydent Afganistanu (ur. 1926)
  - Edward Skrętowicz, polski prawnik, karnista, wykładowca akademicki (ur. 1937)
- 2020:
  - George Coyne, amerykański duchowny katolicki, jezuita, astrofizyk (ur. 1933)
  - Joseph Vilsmaier, niemiecki reżyser i operator filmowy (ur. 1939)
  - Dobiesław Walknowski, polski grafik, projektant form przemysłowych, etnograf, podróżnik, działacz społeczny (ur. 1930)
- 2021:
  - Antoni Kopff, polski pianista, kompozytor, aranżer (ur. 1944)
  - Isadore Singer, amerykański matematyk, wykładowca akademicki (ur. 1924)
- 2022:
  - Ilja Datunaszwili, gruziński piłkarz (ur. 1937)
  - Luís Ribeiro Pinto Neto, brazylijski piłkarz (ur. 1946)
- 2023:
  - Deniz Baykal, turecki prawnik, polityk, minister spraw zagranicznych (ur. 1938)
  - Robert Hébras, francuski członek ruchu oporu w trackie II wojny światowej (ur. 1925)
  - Ivan Kováč, słowacki lekkoatleta, średniodystansowiec, dziennikarz sportowy (ur. 1948)
  - Hans Modrow, niemiecki polityk, premier NRD, eurodeputowany (ur. 1928)
  - Donald Spoto, amerykański biograf i teolog (ur. 1941)
- 2024:
  - Allen Bard, amerykański elektrochemik, laureat Nagrody Wolfa w dziedzinie chemii (ur. 1933)
  - Kelvin Kiptum, kenijski lekkoatleta, maratończyk (ur. 1999)
  - Peter Naumann, niemiecki żeglarz sportowy (ur. 1941)
  - Nerio Nesi, włoski prawnik, bankowiec, polityk, minister robót publicznych (ur. 1925)
  - Eberhard Probst, niemiecki zapaśnik (ur. 1955)
  - Piotr Taras, polski duchowny katolicki, pallotyn, historyk (ur. 1929)
- 2025:
  - Ireneusz Kowalewski, polski działacz kulturalny, menedżer muzyczny (ur. 1955)
  - Sigrid Metz-Göckel, niemiecka socjolog, politolog (ur. 1940)
  - Jeorjos Rumbanis, grecki lekkoatleta, tyczkarz (ur. 1929)